# Günther Thiersch
Günther Thiersch (* 1914 in Neumarkt in Schlesien; † 17. Oktober 1986 in Pinneberg) war ein deutscher Maler, Zeichner, Graphiker des 20. Jahrhunderts. Seit 1956 arbeitete er auch als Autor und Illustrator von Lehrbüchern für den Kunst-. Erdkunde- und Biologieunterricht. Zu seinen Werken zählen auch Objektbilder, Objekte und Objekte in Kästen.
Günther Thiersch studierte 1935 Schiffbau an der Technischen Hochschule Danzig und wurde dann 1936 in die Marine einberufen. Er kam am Ende des Zweiten Weltkriegs in französische und amerikanische Kriegsgefangenschaft, studierte danach Kunsterziehung und Werklehre an der heutigen Hochschule für bildende Künste Hamburg sowie Geografie und Kunstgeschichte an der Universität Hamburg. Nach dem Staatsexamen begann er seine Laufbahn als Kunsterzieher, ab 1972 war er ausschließlich als freischaffender Künstler tätig.
Seine ersten Zeichnungen und Aquarelle hat er im Alter von 15 Jahren erstellt und in seiner Heimatstadt ausgestellt. Es existieren zahlreiche Frühwerke aus seinen jüngeren Jahren im Familienbesitz. In der Zeit zwischen 1963 und 1986 hat er um die 500 Werke geschaffen. Die meisten seiner Werke befinden sich bei einigen wenigen großen privaten Sammlern, dem Pinneberg Museum (Museum der Stadt Pinneberg), sowie im Familienbesitz, zahlreiche Werke befinden sich im privaten Streubesitz, einige im öffentlich-rechtlichen Besitz. Die Urheberrechte der Werke liegen bei seiner Tochter.
Für die Werke Günther Thierschs wird oft die Bezeichnung Magischer Realismus verwendet. Seine erste Einzelausstellung hatte er 1965 im Neuen Kunstzentrum in Hamburg, es folgten zahlreiche weitere unter anderem in Kaiserslautern, Bonn, Pinneberg, Washington, D. C., München und Frankfurt. Daneben war er an einer Vielzahl anderer Ausstellungen beteiligt. In Bönningstedt schuf er 1973 eine Wetterstation und 1975 ein Weltzeituhrensystem, es existieren jedoch noch 10 weitere Werke 'baugebundener Kunst' an öffentlichen Bauwerken.